# Diamante Hope

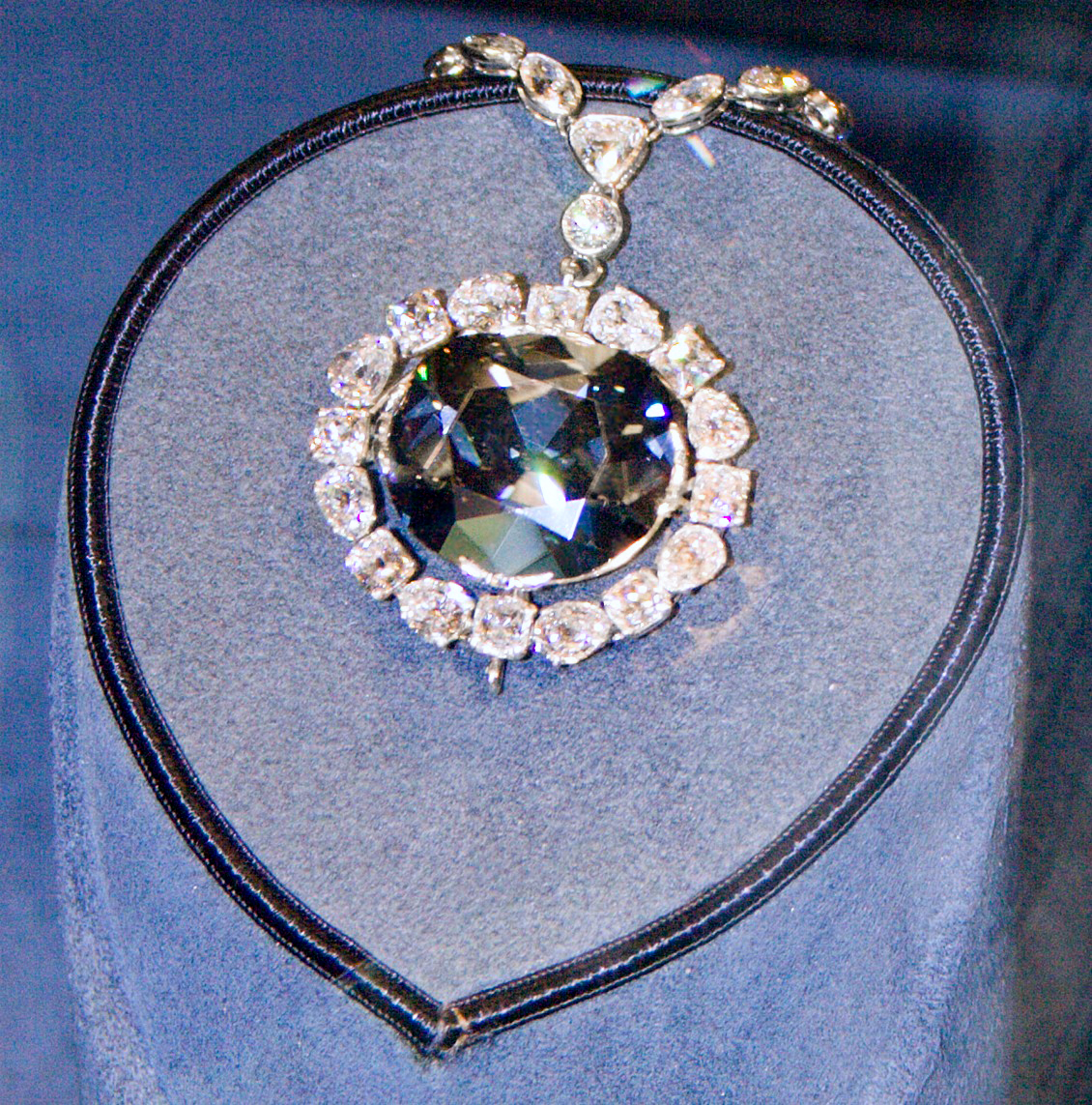
O Diamante Hope em exposição no Museu Nacional de História Natural, em Washington, DC.

O Diamante Hope é um diamante 45,52-carat (9,104 g) extraído no século 17 da Kollur Mine em Guntur, na Índia, de cor azul devido a vestígios de boro, tamanho excepcional revelou novas informações sobre a formação de diamantes.
É um diamante de grandes dimensões (25,6 x 21,78 x 12 mm), com 45,52 quilates, exposto, atualmente, no Museu de História Natural do Instituto Smithsonian, em Washington, DC, Estados Unidos.
A cor azul é uma ilusão óptica, causada pela presença de traços de boro na estrutura cristalina do diamante. O diamante Hope exibe fosforescência vermelha no espectro ultravioleta e é classificado como um diamante do tipo IIb.

## História

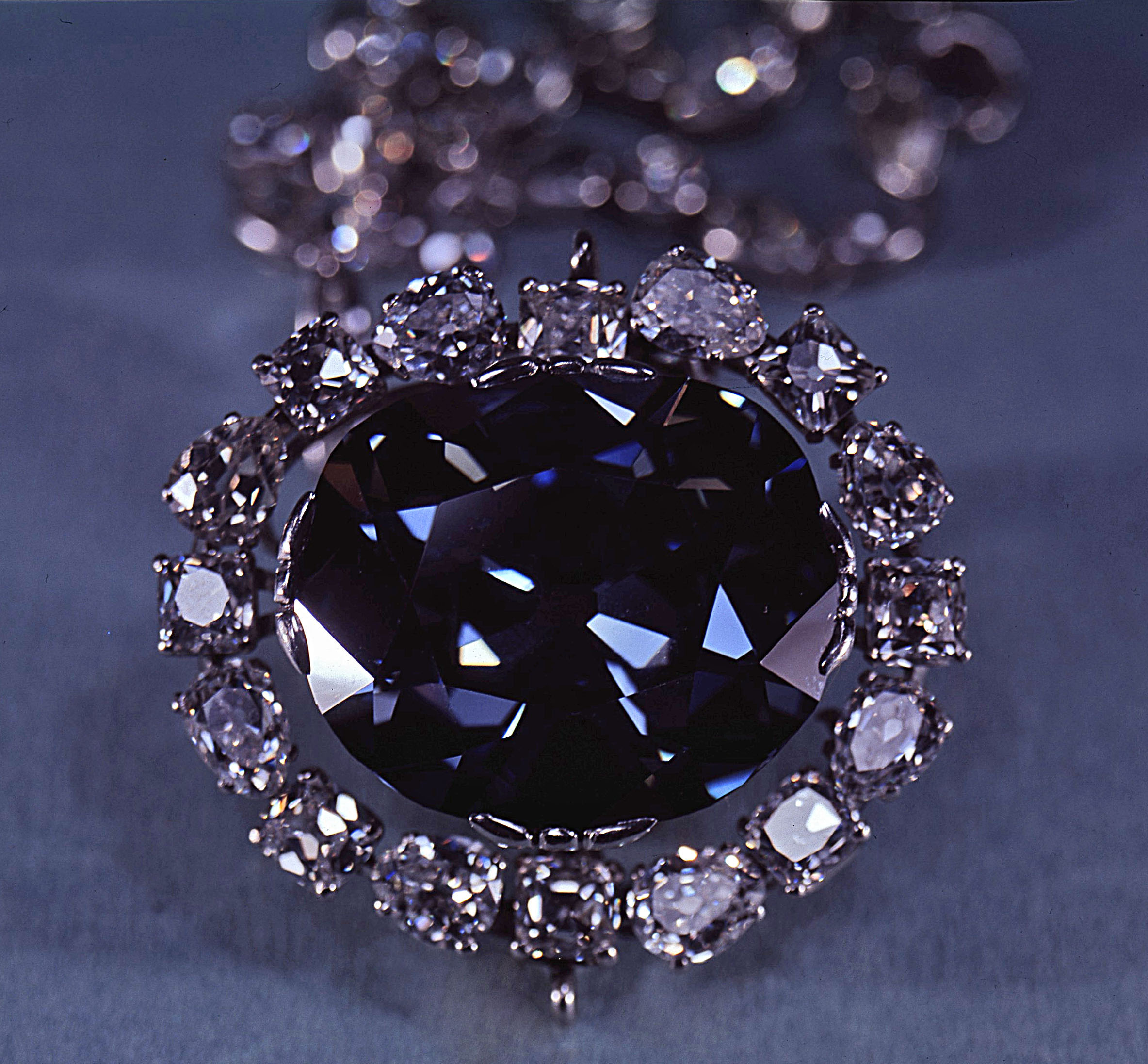
O diamante Hope em 2012.

O primeiro registo histórico do diamante Hope surge por volta de 1660, quando o mercador francês Jean-Baptiste Tavernier o adquiriu durante as suas viagens na Índia. A pedra tinha então cerca de 112 quilates e estava lapidada em forma de triângulo. O diamante é originário da mina de Kollur e, de acordo com a lenda, foi roubado de um templo hindu dedicado à deusa Sita, onde estava encastrado numa estátua, representando um dos olhos da divindade.
Em 1668, Tavernier vendeu o diamante ao rei Luís XIV de França. A pedra foi entregue ao joalheiro da corte, Sieur Pitau, que a cortou e lapidou de acordo com o gosto da corte francesa. O diamante passou a pesar cerca de 67 quilates e ficou conhecido como o Diamante Azul da Coroa. Luís XIV costumava usá-lo ao pescoço em ocasiões solenes, suspenso numa fita e encastrado em ouro. O seu bisneto, Luís XV, readaptou a pedra para fazer parte do seu pendente da Ordem do Tosão de Ouro. Mais tarde, Luís XVI ofereceu a pedra a Maria Antonieta, por ocasião do seu casamento. Durante a Revolução Francesa, já com o rei e a rainha na prisão, as joias da coroa desapareceram num roubo efetuado a 11 de Setembro de 1792. O diamante azul desapareceu também, e o seu paradeiro é incerto nos anos seguintes.
Em 1812, o diamante reaparece na posse de Daniel Eliason, um mercador de joias londrino. A identidade da pedra foi disputada até se confirmar, em 2005, que era de facto o diamante azul francês, desaparecido durante a revolução. Apesar de se supor habitualmente que a pedra foi adquirida pelo rei Jorge IV do Reino Unido, não há registros da compra nos arquivos da contabilidade real.
O dono seguinte do diamante foi Henry Philip Hope, que o adquiriu em 1824 para a sua coleção de pedras preciosas. A partir desta data, a pedra passa a ser conhecida como diamante Hope. O diamante foi adaptado como um pregador, usado pela cunhada de Hope em ocasiões sociais. Após a morte de Henry Philip em 1839, os seus sobrinhos lutaram pela herança em tribunal durante dez anos, até a coleção de gemas ser por fim concedida a Henry Hope. O diamante passava a maior parte do tempo guardado num cofre, mas foi exibido na Great Exhibition de Londres (1851) e na Exposição Universal de Paris (1855). O diamante Hope permaneceu na posse da família até 1901, quando foi vendido a um joalheiro londrino por 29 mil libras, para pagar as dívidas de Francis Hope. Após várias mudanças de dono e cortes, que incluíram Pierre Cartier e a socialite estado-unidense Evalyn MacLean (que por vezes o pregava à coleira dos seus cães), o diamante Hope foi adquirido por Harry Winston em 1949, por uma soma desconhecida. Winston incluiu o diamante numa coleção de outras pedras preciosas famosas que exibia para fins de caridade. Em 1958, Harry Winston doou o diamante ao Instituto Smithsonian.

## Maldição
A lenda da maldição do diamante Hope nasceu no início do século XX e foi criada por May Yohé, uma atriz estado-unidense que fora casada com Lorde Francis Hope e que fugira para a Austrália com o amante. A vida não lhe correu bem e, de regresso aos Estados Unidos, procurou vender a história da maldição a produtores de cinema de Hollywood. A história do diamante transformou-se num filme, que incluía diversas liberdades criativas como a atribuição da morte de Marat à maldição e, possivelmente, à origem da lenda do roubo do templo Hindu. Desde então, diversos infortúnios têm sido atribuídos ao diamante, como o destino de Luís XVI e Maria Antonieta (que acabaram guilhotinados na Revolução Francesa), a suposta morte de Tavernier devorado por lobos, a loucura de Jorge IV ou a morte de Catarina, a Grande.